# Institut Feller

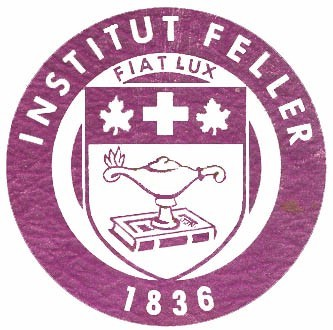
Emblème de l'Institut Feller

L’Institut Feller, aussi connu comme le Collège Feller, est un pensionnat baptiste comprenant une école primaire, secondaire et un collège classique, dispensant des études bibliques, situé à Grande-Ligne (devenu Saint-Blaise-sur-Richelieu) qui a fermé ses portes en 1967.

## Historique

### Fondation de l'Institut
L'école est fondée en 1836 par Louis Roussy et Henriette Feller, des missionnaires protestants suisses ,,. L'école et la mission était ouverte à toutes les confessions. Après avoir commencé comme une petite école mono-classe dans une seule pièce dans la petite communauté agricole de la Grande-Ligne, à 56 kilomètres au sud-est de Montréal, l'Institut s'est étoffé pour devenir une institution d'enseignement importante disposant d'un imposant bâtiment central de quatre étages, d'une chapelle attenante, d'une ferme et plusieurs maisons pour les professeurs. En 1849, la mission et l'école sont devenues partenaires de la Société missionnaire baptiste canadienne . L'Institut Feller a formé de nombreux pasteurs baptistes de langue française jusqu'à l'époque de la Seconde Guerre Mondiale.

### La Seconde Guerre Mondiale et ses suites

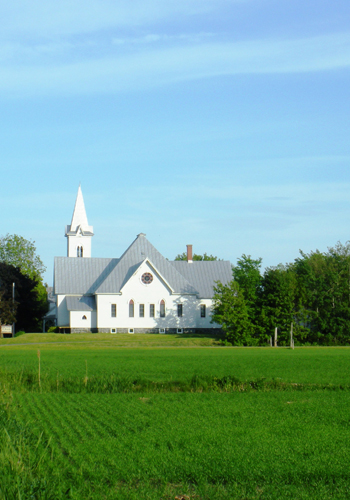
Église Baptiste Roussy Mémorial.

Feller a cessé ses activités en tant qu'école au cours de la Seconde Guerre mondiale en 1943 et a été utilisé comme un camp de prisonniers de guerre pour les officiers allemands. Il a rouvert peu de temps après la guerre. Après la guerre, Feller a accepté de nombreux étudiants anglophones et connu le succès en tant que véritable institution bilingue. Dans le même temps, son conseil d'administration avait à faire face au problème de la redéfinition de sa mission d'origine. Finalement, l'établissement a fermé en juin 1967 pour des raisons financières, et le bâtiment a été incendié l’année suivante . L'église de l'école a été toutefois épargnée par l'incendie.